# Овруцьке князівство
Овруцьке князівство — одне з удільних князівств Київської землі. Столиця — Вручий (Овруч), один із центрів Деревлянської землі. Вперше виділено 970 року як уділ Олега Святославича. Після його смерті знов злучено з Київським князівством, потім виділено як уділ для Святослава Володимировича, потім знов об'єднано з Київською землею. Втретє створено 1168 року для Рюрика Ростиславича, що правив тут з перервами на час київського княжіння до 1208 року. Згодом (до 1240 року) — уділ його нащадків. Під час ординського панування управлявся баскаками.
На початку XIV століття у Сіверському пом'янику записані овруцькі князі з гілки Путивльських Ольговичів Андрій Іванович та Євстафій Іванович, а також 1372 року згадується овруцький князь Дмитро. Близько 1400 року князівство увійшло у склад Київського.

## Список овруцьких князів
| Овруцькі князі               | Овруцькі князі              |
| Князь                        | Роки                        |
| ---------------------------- | --------------------------- |
| Олег Святославич             | 970 — 977                   |
| Святослав Володимирович      | 988 — 1015                  |
| Рюрик Ростиславич            | 1168 — 1194                 |
| Ростислав Рюрикович          | бл. 1210–1218               |
| Володимир Рюрикович          | 1219 — 1223                 |
| Ростислав Володимирович      | бл. 1223–1235               |
| Володимир Рюрикович (вдруге) | 1235 — 1239                 |
| Андрій Іванович              | перша чверть XIV століття   |
| Євстафій Іванович?           | перша чверть XIV століття   |
| Василь Андрійович?           | перша половина XIV століття |
| Іван Станіславич?            | перша половина XIV століття |
| Дмитро                       | 1372                        |